# Helix delpretiana
Helix delpretiana is een slakkensoort uit de familie van de Helicidae. De wetenschappelijke naam van de soort is voor het eerst geldig gepubliceerd in 1878 door Paulucci.